# Mana Mihashi
Mana Mihashi (三橋 眞奈?, Mihashi Mana; Takarazuka, 13 settembre 1994) è un'ex calciatrice giapponese, di ruolo difensore o centrocampista.

## Carriera

### Club
Mihashi inizia a giocare nella squadre degli istituti scolastici, prima nella giovanili della Hokusetsu Girls, per passare alla Takarazuka Elbile LFC, prima nelle giovanili per poi passare alla prima squadra, e in seguito affiancare il percorso universitario con la squadra di calcio femminile dell'Osaka Sports University.
Nel 2017 si trasferisce al Mynavi Vegalta, squadra con cui disputa la Nadeshiko League Division 1, livello di vertice del campionato giapponese, maturando nelle tre stagioni di permanenza al club di Sendai 23 presenze, alle quali si aggiungono le 20 con 2 reti in Coppa e le 7 con una rete nella Coppa dell'Imperatrice, decidendo al termine della stagione 2019 di lasciare la società alla ricerca di nuovi stimoli.
Durante la sessione estiva 2020 di calciomercato viene annunciato il suo arrivo al Sassuolo per giocare la stagione entrante nel campionato italiano. A disposizione del tecnico Gianpiero Piovani fa il suo debutto in Serie A già alla 1ª giornata di campionato, nell'incontro casalingo pareggiato con la Roma, condividendo con le compagne posizioni di vertice concludendo al terzo posto e contendendo per lungo tempo al Milan la seconda posizione e l'accesso alla UEFA Women's Champions League per la stagione successiva. Piovani la impiega in tutti i 22 incontri di Serie A, dove Mihashi va a segno per la prima volta alla 6ª giornata, nella vittoria casalinga per 3-0 sulla Florentia S.G.
Rimasta in neroverde anche per la stagione 2021-2022, marca 20 presenze in campionato, siglando anche la rete che sblocca il risultato all'ultima giornata nella vittoria per 2-1 con l'Inter, disputando una seconda stagione ad alto livello, condotto al primo posto per le prime sei giornate ma poi concluso al quarto posto, perdendo nuovamente l'opportunità di accedere alla Champions League.
Durante la successiva sessione estiva di calciomercato, l'Inter annuncia il suo arrivo per la stagione entrante.
Il 23 giugno 2023 viene annunciato il suo ritiro dal calcio giocato.

### Nazionale
Dal 2014 al 2017 veste la maglia della nazionale giapponese Under-23 e disputa, segnando una rete al Messico, le Universiadi di Gwangju 2015 ottenendo la medaglia di bronzo.

## Statistiche

### Presenze e reti nei club
Aggiornato al 27 maggio 2023.
| Stagione                     | Squadra                      | Campionato                   | Campionato | Campionato | Coppe nazionali | Coppe nazionali | Coppe nazionali | Coppe continentali | Coppe continentali | Coppe continentali | Altre coppe | Altre coppe | Altre coppe | Totale | Totale |
| Stagione                     | Squadra                      | Comp                         | Pres       | Reti       | Comp            | Pres            | Reti            | Comp               | Pres               | Reti               | Comp        | Pres        | Reti        | Pres   | Reti   |
| ---------------------------- | ---------------------------- | ---------------------------- | ---------- | ---------- | --------------- | --------------- | --------------- | ------------------ | ------------------ | ------------------ | ----------- | ----------- | ----------- | ------ | ------ |
| 2017                         | Mynavi Vegalta               | NLD1                         | 10         | 0          | CG              | 7               | 0               | -                  | -                  | -                  | CI          | 3           | 0           | 20     | 0      |
| 2018                         | Mynavi Vegalta               | NLD1                         | 4          | 0          | CG              | 5               | 1               | -                  | -                  | -                  | CI          | 1           | 1           | 10     | 2      |
| 2019                         | Mynavi Vegalta               | NLD1                         | 9          | 0          | CG              | 8               | 1               | -                  | -                  | -                  | CI          | 3           | 0           | 20     | 1      |
| Totale Mynavi Vegalta Sendai | Totale Mynavi Vegalta Sendai | Totale Mynavi Vegalta Sendai | 23         | 0          |                 | 20              | 2               |                    | -                  | -                  |             | 7           | 1           | 50     | 3      |
| 2020-2021                    | Sassuolo                     | A                            | 22         | 2          | CI              | 3               | 0               | -                  | -                  | -                  | -           | -           | -           | 25     | 2      |
| 2021-2022                    | Sassuolo                     | A                            | 20         | 1          | CI              | 2               | 1               |                    | -                  | -                  | SI          | 1           | 0           | 23     | 2      |
| Totale Sassuolo              | Totale Sassuolo              | Totale Sassuolo              | 42         | 3          |                 | 5               | 1               |                    |                    | -                  |             | 8           | 1           | 55     | 5      |
| 2022-2023                    | Inter                        | A                            | 23         | 0          | CI              | 6               | 0               |                    | -                  | -                  |             | -           | -           | 29     | 0      |
| Totale carriera              | Totale carriera              | Totale carriera              | 88         | 3          |                 | 31              | 3               |                    | -                  | -                  |             | 8           | 1           | 127    | 7      |